# Liduina Meneguzzi
Liduina Meneguzzi, właśc. wł. Elisa Angela Meneguzzi (ur. 12 września 1901 w Abano Terme, zm. 2 grudnia 1941 w Dire Dawa w Etiopii) – włoska siostra salezjańska (SDB), błogosławiona Kościoła rzymskokatolickiego.

## Życiorys
Elisa Angela Meneguzzi urodziła się 12 września 1901 r. w Abano Terme. Pochodziła z wielodzietnej rodziny, gdzie dzieci wychowywano w głębokiej wierze. Już w dzieciństwie pomagała w utrzymaniu rodziny. W wieku 14 lat poszła do pracy, jako pomoc domowa, a także jako sprzątaczka w hotelach. Po pracy, w wolnych chwilach uczyła dzieci katechizmu.
5 marca 1926 roku wstąpiła do zgromadzenia Sióstr św. Franciszka Salezego, przyjmując imię Liduina. Rozpoczęła wówczas pracę w szkole dla dziewcząt, jako pielęgniarka. Następnie po złożeniu ślubów zakonnych w 1934 r., a po 3 latach wyjechała na misję do Etiopii do Dire Daua, gdzie była pielęgniarką w szpitalu państwowym. W czasie II wojny światowej opiekowała się rannymi żołnierzami oraz pomagała więźniom pobliskiego obozu koncentracyjnego.
Zmarła 2 grudnia 1941 r. na raka w szpitalu, w którym służyła. Jej ciało zostało zwrócone do zakonu dopiero w 1961 r. Większość osób na tamtych terenach była wyznania muzułmańskiego. Siostra Liduina opowiadała im o Bogu i chrześcijaństwie, co wraz z okazaną przez nią dobrocią doprowadziło do wielu nawróceń.
Została beatyfikowana przez papieża Jana Pawła II 20 października 2002 roku.